# 五十嵐優樹
五十嵐 優樹（いがらし ゆうき、7月5日 - ）は、日本の男性声優。東京都出身。ラディウス所属。

## 経歴
以前はキャトルステラに所属していた。
もともと舞台を中心に活動していたが、怪我をきっかけに声だけで芝居ができる声優の道を志した。声優になる以前は舞台のほかにケルティックソングのコーラスとしても活動していた。
2019年に『学校であった怖い話』のオーディションに主人公・坂上修一として合格する。
2020年に『九藏喵窩 シーズン2 櫻花村編』日本語版の公開オーディションにて1200人の中から晴信役として合格した。
ゲームの出演が多く、一人数役を兼役することも少なくない。アニメでは「ちびっこバス タヨ」や「チビ列車ティティポ」などの子供向け作品に出演することが多い。
2023年8月よりシアーミュージックの講師として声優とボーカルのボイストレーニングレッスンも行っている。

## 人物
趣味はお酒、瞑想、ビーフジャーキー食べ比べ。特技は歌、護身術、ピアノ。ボイストレーナーと心理士の資格を持っている。
ビーフジャーキーが好きで本場のビーフジャーキーが食べたいというだけの理由でオーストラリアに行くほどだと自身のYoutubeチャンネルで語っている。
伊藤清人とは一緒に花火をするほど仲が良い。また、最近では大久保貴とも食べ歩きをしたりトークしている動画を上げるほど仲が良い。
重度の肺の病で一時期声が出なかったことがあり、約10年間リハビリを続けていて今も爆弾を抱えながら仕事をしていると自身のTwitterで明かしている。

## 出演

### テレビアニメ
- D.Gray-man（2006年-2008年、ファインダー、船員）
- とある魔術の禁書目録（2008年、不良）
- とある科学の超電磁砲（2009年、不良）
- ワルキューレロマンツェ（2013年、美術部員たち）
- お姉ちゃんが来た（2014年、教師(2)）
- GOD EATER（2016年、難民の男）
- 夏目友人帳 伍（2016年、会合の妖、祓い屋）
- 僕のヒーローアカデミア（2016年、民衆）
- 魔法少女 俺（2018年、男性）
- 転生したらスライムだった件（2018年、冒険者）
- とある魔術の禁書目録Ⅲ（2018年、オペレーター）
- 九藏喵窩 シーズン1 猫王国編（2022年、晴信）
- 黒執事 寄宿学校編（2024年、男子生徒）

### 劇場アニメ
- タヨのダイノ・キングダム・アドベンチャー
- ちびっこバス タヨ 〜MISSION:ACE エース救出作戦〜（エース、ブロー）
- 春空と秋空（春）
- ちびっこバス タヨ ～MISSION:ACE タヨのおもちゃアドベンチャー

### Webアニメ
- 『愛する人を守る術』備えてますか？（ライフパートナー、渡辺）
- ショタくんとおじさん（誘拐犯二人組）
- コミュ症？佐竹と諸事情島木（佐竹）
- 神様とのお約束(白峰山の神様)
- キラキラ星野すちゃあ(王様)

### ゲーム
- ファイナルファンタジー零式(男子生徒など)
- スラムマスター
- 時のドラゴン（主人公、イーチ、イーチ少年)
- 私のリア充計画(津守拓真)
- 異世界カレシ(アーネスト・ウォーリア)
- リネージュ2レボリューション(エマーソン、オルマフム)
- るるたるイデア(クリード、ユーウェイン)
- こいこい花札 いろは(萩野桐也)
- ファイナルガーディアン(燕十四、張坊様、高札の守衛)
- 紅天に舞う(劉圭璋)
- グレントリアー眠レル竜ト暁ノ戦士ノ物語—（シズル、ゼルノア）
- リバースユニオン（くだん、ビッグベン、火車）
- バハムートラビリンス（ストレンジャ、オィディウス）
- Hello Hero：Epic Battle（ゴンザレス、ムニャムニャマーシー、二等兵ボラス）
- インフィニティクロニクル（バミル、アラザン、ウトル）
- アミュージングヒーローズ（レオニダス、イエティ、マーリン）
- MEOW-王国の騎士-（ベディヴィア）
- Ark Resona-アークレゾナ-（トワ）
- ゴブリンスレイヤー THE ENDLESS REVENGE（長杖の森人神官、白帯の武闘家、古びた鎧の大男）
- ファイナルファンタジーXV(観光客、カップル、住人など)
- VGAME
- ガールズカタルシス
- タイムリフレイン - 一巡後の世界 -（オッド、ブーム、ドランカー）
- 恋する秘書（九条奏）
- ステラクロニクル（ミミロ、三郎）
- おねがい社長！ゼロからの創業人生（七瀬力也、朝井偉、小浅造生、八山雄彦、古木豪、宮地俊夫）
- ミルキージャーニーレイルウェイ(ドロップ)
- DEAREND(マーク)
- 終わりの鐘が鳴る前に(日高進)
- ケモノ麻雀(おさむ、カーン)
- アパシー 鳴神学園七不思議(坂上修一)
- 豪商列伝~使用人からの成り上がり(鄭和、竹中半兵衛、猪悟能)
- 皇室騎士傳說 Online(里昂)
- アプリヴァル～モノノ村開拓日記～(村人)
- 天下布金～千金万華の江戸(長谷川平蔵、恭介、文吉、貫太)
- 古今東西おきつね物語(茶柱金時)
- 狂気より愛をこめて(科学の先生、おじさん)
- いぶんの余話(刺竹)
- Astral Ascent(カイラン、スコーピオ)
- ドラゴンエア：サイレントゴッズ(アルデン、フェイゾ、ボイジャーブロール)
- ベイラーレジェンド(孫悟空、ナフタリ)
- 失楽園カルタ(こーすけ、子供A、バンドマン、つくよのお父さん、通りすがりの男子学生A)
- スターフェイト：シャドウウォー(ジェロム、オズマ、トス、ハルン、天蔵)
- 三国志外伝：名将対決(呂蒙、法正)
- 魔女と亡霊のヴォロンテ(オーギュスト・フルニエ)
- 主公、走れ！全てを取り外せ！(玄冥、田豊、張郃、廖化)
- ダークオリンポス(ダークエルフの暗殺者、悪魔の処刑人、死をもたらす者、深海統領、幽霊船の船長)
- Land Arcana-ふしぎの大陸
- 頂天：三国オールスターズ(董卓、司馬懿)
- ダークテイルズ～鏡と狂い姫～(ジキル&ハイド)

### ドラマCD
- 学校であった怖い話（坂上修一）
- 学恋4 P(パーティ)しようよ（坂上修一）
- ボーダーズレコード(保智恭介)
- 現世奇譚(芝崎蒼臣)
- INHERITED Re:CODE(紫桃実雪)
- アパシー 鳴神学園七不思議 特典ドラマCD『呼ばれていない』(坂上修一)
- アパシー 鳴神学園七不思議 特典ドラマCD『Yチューバーの怖い話』(坂上修一)

### 吹き替え(実写)
- 最高の出会い（玉森）
- ハリーポッターと不死鳥の騎士団(デスイーター)
- ロックシュガー(ゲーム声)
- バイオハザードV リトリビューション(職員、男性)
- ファンタスティック・ビーストと黒い魔法使いの誕生(魔法省職員)
- 出所したあの日、昔の私におさらば(飯塚蒼汰)
- 偽玉の契～消ゆる月影～(秦川)

#### 吹き替え(アニメ)
- チビ列車ティティポ（ナレーション、ドラゴン）
- ちびっこバス タヨ（ルーキー、レオ、ウラチャ、アンディ）
- ポンポン・ポロロ(伝説の魔法使い、サメ、柱時計)
- マジックバス・タヨ(バード、柱時計)
- ロボットのアルポ(パパ、アナウンサー、警備員、ラジオ)
- ゲッコーのガレージ(ゲッコー、ウィーゼル)

### ナレーション
- もくもく村 劇場CM2017
- もくもく村劇場CM2022
- TeNKYU
- トラベルオーディオアプリ「ON THE TRIP」
- しまなみ温泉・キスケの湯公式ナレーター
- Jリーグ・東京ヴェルディ
- アローズCM
- 流祖山口勇喜相伝　養心戸山流居合道　藤林誠也［DVD］
- 日本語教材アプリ『Satori Reader』
- 東関東馬事専門学院CM
- Echocalypse -緋紅の神約-CM
- 三國極戦CM
- 三国志真戦CM
- 渋谷観光バス「SHIBUYA STREET RIDE」ガイドアナウンス
- オリエントアルカディアCM
- トップウォーCM
- AFKアリーナ2CM（ナレーション、キャラクターボイス）
- AFKアリーナ2・転スラコラボCM（ナレーション、キャラクターボイス）

### キャラクターソング
- アニメ『ちびっこバス タヨ』ジョニー ジョニー ハロウィン
- アニメ『ちびっこバス タヨ』ビリー ポコ ハロウィン
- アニメ『ちびっこバス タヨ』ティキ タカ ハロウィン
- アニメ『ちびっこバス タヨ』 オープニングテーマソング l ハイ タヨ ハロウィン
- 『現世奇譚』芝崎蒼臣キャラクターソング「紅蓮Scar」
- アニメ『ポンポンポロロ』ケガの手当てのうた(ウサギのお父さん)
- アニメ『ちびっこバスタヨ』10だいのちびっこ自動車
- アニメ『ちびっこバスタヨ』SOS しゅつどう センター
- アニメ『ポンポンポロロ』プンプン！蚊ソング(蚊)

### アーティスト活動
- シングル『Anemos-アネモス-』
- 『現世奇譚』テーマソング「煉咲歌」コーラス
- 『現世奇譚』テーマソング「壮麗歌」
- 『マグ・メル』
- Lunatic Venus 10周年コンセプトアルバム『Elizabeth』(暗闇の城)

### その他コンテンツ
- 千葉テレビ『ドルアニ』ゲスト
- 月とヴァンパイア〜イケメン吸血鬼と見る月の満ち欠け〜
- OKOS×学怖コラボ「都市伝説・黒バラの城」
- テレビ朝日『人気声優200人が本気で選んだ！声優総選挙！3時間SP』
- ストーリープレイング「世界で一番あたたかい湖」OPアニメーション
- TVCM「ハウスクラフト」(植物の声)
- 【SKYWAVE FM89.2】 星川奈々とひなちゃんの ななひな(ゲスト)
- LT CUSTOM THE ANIMATION PV(LOTTO役)

## ライブ・イベント
| 出演日         | タイトル                                                     | 会場                               |
| -------------- | ------------------------------------------------------------ | ---------------------------------- |
| 2017年11月19日 | Prince of the WOLF concert〜たろ様祭Vol.4 獣の館へようこそ〜 | 神田サウンドステージMIFA（東京都） |
| 2018年5月12日  | オペラトルペお披露目公演「RESET〜僕らの青〜」(じいやの声)    | 池袋CYBER（東京都）                |
| 2018年10月7日  | 天野いつか生誕記念公演〜不思議の国のいつか〜(じいやの声)     | 渋谷DESEO mini（東京都）           |
| 2019年8月12日  | 第一回鳴神学園生徒総会（坂上修一）                           | テレビ東京                         |
| 2019年11月21日 | 第二回鳴神学園生徒総会（坂上修一）                           | 新宿歌舞伎町ロフトプラスワン       |